# 粤绣
粵繡包括广绣与潮绣，為中国十大名绣之一。雛形成于唐，臻熟于明清，有一千多年的历史。唐代蘇顎《杜陽雜編》中就已有南海少女盧眉娘“工巧無比，能于尺絹繡《法華經》七卷”的記載，但很難據此論證粵繡成立于當時。先前繡工大多是廣州、潮州男子，與蘇淞的顧繡女子交相輝映，為世所罕見。
粤绣(Cantonese Embroidery)是广州刺绣（广绣）和潮州刺绣（潮绣）的总称，是中国四大名绣之一，起源于唐代。广绣是指广州、佛山、南海、番禺、顺德、东莞、宝安、香山、台山等地的刺绣，也就是以广州为中心的珠江三角洲民间刺绣工艺的总称。潮绣发源并流行于今潮汕地区。

## 历史渊源
粤绣起源来自于女性闺阁之技，其历史最早可以追溯到唐代，由中原移民把刺绣带入岭南，被奉为粤绣始祖的是唐代广东南海贡奇女卢眉娘。唐代《杜阳杂编》记载，永贞元年（805），南海（郡名，治所在番禺，即今广州）进贡朝廷的14岁姑娘卢眉娘，她的祖先是南北朝时代北朝帝王的老师卢景祚兄弟的后代，后来流落岭南。她于皇宫中在一尺绢上绣《法华经》7卷，字如粟粒而点画分明、细如毛发，足见其技之精。唐顺宗皇帝叹其工，谓之神姑。唐宪宗皇帝更赠给她金凤环戴在手腕上，嘉奖其聪慧而奇巧。唐玄宗时，岭南节度使张九皋进献精品刺绣给杨贵妃而获加官三品，可见当时最高阶层对粤绣欣赏有加 。
明代正德年间（1506～1521），粤绣经由欧洲商舶出口到葡萄牙、英、法等国，成为宫廷和皇室、贵族们宠爱的服饰品。明正德九年（1514年），一葡萄牙商人在广州购得龙袍绣片回国，并将绣袍献给国王，得到重赏。明嘉靖三十五年（1556年），一位曾在广州逗留了几个星期的葡萄牙传教士克罗兹，回国后在其所著的“回忆录”中写道：“广州很多手工业工人都为出口贸易而工作。出口的产品也是丰富多彩的。有彩色丝线盘曲的绣在鞋面上的绣花鞋……都是绝妙的艺术品”。
明万历二十八年（1600年），英国女王伊丽莎白一世，十分喜欢广东的金银线绣，亲自倡导成立英国刺绣同业公会，从中国进口丝绸和丝线，加工绣制贵族服饰；英王查理一世继位后，进一步倡导英国人种桑养蚕，发展英国的丝绸工业和工艺，使广绣艺术传播到英伦三岛，被西方学者称誉为“中国给西方的礼物” [8]  。英、法、德、美各国博物馆均藏有广绣。粤绣18世纪风靡了英国皇家及上流社会。据《存素堂丝绣录》记载，清代宫廷曾收藏有明代粤绣“博古围屏”等8幅，上面绣制古鼎、器、玉器等95件，“铺针细于毫发，下针不忘规矩”，有的“以马尾缠作勒线，从而钩勒（轮廓）之”，图案工整，“针眼掩藏，天衣无缝”，充分显示了明代粤绣的高超技艺。明代粤绣还以国外进口的孔雀尾羽织成丝缕，绣制成服装和日用品等，金翠夺目，富丽华贵。
清代乾隆二十二年（1757），清高宗诏令西方商舶只限进广州港，促进了粤绣的发展，使粤绣名扬国外。乾隆五十八年，广州成立刺绣行会“锦绣行”和专营刺绣出口的洋行，对于绣品的工时、用料、图案、色彩、规格、绣工价格等，都有具体的规定。18世纪中叶，广东还流行“皮金绣”，即纳丝绣的一种，底层多用羊皮金作衬，金光闪烁，格外精美。广东刺绣艺人还创造性地用孔雀毛编成线绣花，绣品金翠非凡；有的还用马尾鬃缠绒作勒线，可谓匠心独运。光绪年间(公元1875-1908年)，广东工艺局在广州开办缤华艺术学校，专设刺绣科，致力于提高刺绣技艺，培养人才，岭南画派始祖高剑父任校长。
1910年，在南京举办的“南洋劝业会”上，广州缤华艺术学校选送的绣品获三等奖，黄洪弟子余德（宗禧，1880~1970）的《孔雀牡丹》荷包获二等奖；潮州林新泉、王炳南、李和彬等24位绣花技师合作，大幅粤绣《苏武牧羊》、《丹凤朝阳》等获奖，被传为佳话。1915年，余德的绣品《孔雀牡丹会景》在美国旧金山举办的巴拿马万国博览会上获一等奖，被行内誉为“绣花王”。1922年，余得的绣刮画《瑞狮》在英国伦敦大桥开幕赛会上获二等奖，著名艺人裴荫、鲁炎1923年在伦敦赛会上现场表演技艺，1923年和1925年参加伦敦赛会，得到国际上较高的评价。1929年，莫傅精绣得列宁头像被莫斯科列宁纪念馆收藏。
从1950年左右，解放后开始，广州刺绣艺人已创作了不少技艺精湛，富有传统特色和鲜明的时代气息的优秀的广绣绣画，这些绣画享誉中外，如：黎沾、余德、黄妹、李笑华、文景、怡然等艺人创作出的一批国内外闻名的广绣画精品，这里面就有余德的《牡丹松鹤》；黄妹的《百鹤图》；聂卓（余德弟子）的《鲁迅像》等等；梁纪设计，苏文、朱开、许帜光等多人绣制的《紫荆孔雀》入选挂于北京人民大会堂广东厅，林章、邓伯江合作的《广州农民运动讲习所》作为国家礼品赠送给苏联的弗罗西洛夫主席；余德与弟子黎燕开合绣的《锦鸡牡丹》在1959年广东工艺美术品评选中获一等奖，此作运用了直扭针、续插针、辅助针、编绣、绕绣、变体绣等7类20多种针法；而苏文等人创作的《孔雀挂屏》，梁纪设计聂卓等绣刺得《红棉八哥》，朱开灯创作的《春夏秋冬》四屏，以及陈荷影的钉金绣《花篮》，均获广东省工艺美术评比一等奖。
1951年，潮州市13家绣庄成立了公会。1952年，潮州市抽纱公司下设刺绣部，组织刺绣生产和出口。1955年5月，广州市组建了由新滘区大塘乡19位绣花外工组成的刺绣供销生产合作社—第一刺绣社，两年后更名为新滘刺绣社（现广州绣品工艺厂）。1956年，广州市成立艺锋、民艺等刺绣生产社。1957年，广东省潮州市和广州市相继成立工艺美术研究所，总结、整理粤绣的传统技艺经验。后来，潮州又成立刺绣研究所。
1979-1981年潮州刺绣艺术品为国家提供出国展礼品达到250件（套），其中仅潮绣厂就提供了198件，受到了国内外各界的极高赞誉。1982年，潮绣作品《九龙屏风》和《吹萧引凤》，1982年获中国工艺美术百花奖的金杯奖。现今粤绣，大件手工刺绣绣品如被面、屏风，小件如荷包、扇套、绣花鞋等，妇女衣袖、裙面，多作满地折技花，铺绒极薄，平贴绸面，有的只有翠蓝一色，风格独特。总之，具有浓厚地方色的粤绣，在国际上以及在港、澳侨胞中，备受欢迎。

## 广绣起源
广绣是发源于广州及其古属地南海、番禺、顺德等地的民间刺绣工艺，与潮州刺绣合称粤绣，与湘绣、蜀绣和苏绣并称中国四大名绣。循着这一具有浓郁岭南风味的艺术品游览广州，正如触摸千年古城的文脉。

## 丝绢上的佛经
广绣流传至今已有一千多年的历史。唐代苏鹗所撰《杜阳杂篇》最早描述广绣的精湛技艺：“永贞元年南海贡奇女眉娘，年十四，工巧无比，能于一尺绢上绣《法华经》七卷，字之大小，不逾粟粒而点划分明，细如毫发，其品题章句，无有遗阙。更善作飞仙，盖以丝一钩分为三股，染成五色……” “给西方的礼物”到明代，广绣已成为广州民间重要的手工业之一。
明正德九年（1514年），一葡萄牙商人在广州购得龙袍绣片回国，并将绣袍献给国王，得到重赏，广州绣品从此扬名海外。英国女王伊利莎白一世非常欣赏中国的金线银绣，倡立英国刺绣同业会，按广绣作坊形式组织英王室绣庄，从中国进口丝绸和丝线加工绣制贵族服饰；英王查理一世倡导在英伦三岛传播广绣艺术，广绣被西方学者称誉为“中国给西方的礼物”，英、法、德、美各国博物馆均藏有广绣。
清初，英国人把服饰拿到广州绣坊加工。从此，广绣明显地吸收了西洋画的艺术风格，成为商品性和实用性强于其他地区的绣种，在对外贸易中迅速发展。文德路文德路过去是广州文教的中心区。 一直是个书香之地。裱字画、卖古董、书籍和文房四宝的店铺，鳞次栉比，成行成市。文人雅士常来搜购各种古籍善本。 现仍有几家经营刺绣的门店，摆满了各种风格的刺绣作品，通过这扇窗口，传统的刺绣艺术品走向市场。
清朝中叶，由于粤剧和粤曲的繁荣，广绣增加了一类新品种——粤剧戏服。当时，广州状元坊制作的戏服已享誉国内，连宫廷戏班也慕名来定制，状元坊内遍布加工粤剧戏服的刺绣作坊，成为名扬海内外的“刺绣一条街”。广绣业得以成行成市，广州刺绣艺人的技艺也达到极高水平，能够娴熟地运用绒线绣，并创造性地用孔雀毛、马尾作线缕和勒线，用金线和银线刺绣。
状元坊广州市人民南路边上有一条青石板铺就的狭长小巷，它就是被称为“广州最知名的时尚集中地”、“年轻人的购物天堂”的状元坊。 这条距今已有700多年的古老内街巷，因有宋代状元张镇孙的故居而得名。如今，状元已埋入故纸堆中，小巷却依旧闪耀着动人的光彩。几十元的时髦衣服、几元钱的卡通公仔、加入流行元素的西藏饰品、活泼可爱的各种小宠物以及经济实惠的诱人小食都吸引着追求时尚的年轻人。

## 流派
粵繡分兩大流派，包括以廣州為中心的廣繡和以潮州為代表的潮繡：

### 广绣
- 廣繡包括真絲繡、線繡、珠繡和釘金繡等四大類繡種，具有構圖飽滿、形象傳神、紋理清晰、色澤富麗、針法多樣與善於變化的藝術特點。真絲絨繡以蠶絲為繡材，表現力強，是歷史最為悠久、技藝傳承最為完整的粵繡品種；金銀線繡的針法獨具特色，有平繡、編繡、繞繡、凸繡、墊繡、貼花繡、織錦等七大類六十多種；珠繡屬於广繡的新品種，最近幾十年才由广繡藝人開發應用。

### 潮绣
- 潮绣針法則有墊、繡、拼、綴等100多種（也有200多种的说法）。主要有二针龙鳞转针、旋针、过桥针、凹针绣、垫筑绣等60多种钉金针法及40余种绒线绣针法；工艺有钉金绣、绒绣、线绣三大类；用料有绸缎、金线、绒线、银线、棉絮、纸丁等。潮绣中的“垫、浮、勾、勒、通”的刺绣工艺流传至今仍采取手工操作。[1]最特別之處，是在明朝嘉靖年間開創的「凸繡」方法。凸繡是用棉絮、翎毛或紙屑等材料墊在繡面上，把繡面墊成凸面，再以金、銀絨線精工刺繡，繡出來的製成品圖案凸起，甚富立體感。